# Shuangta
Der Stadtbezirk Shuangta (chinesisch 双塔区, Pinyin Shuāngtǎ Qū) ist ein chinesischer Stadtbezirk, der zum Verwaltungsgebiet der bezirksfreien Stadt Chaoyang im Westen der Provinz Liaoning gehört. Er hat eine Fläche von 478 km² und zählt 463.543 Einwohner (Stand: Zensus 2020). Er ist Zentrum und Sitz der Stadtregierung.

## Administrative Gliederung
Auf Gemeindeebene setzt sich der Stadtbezirk aus zehn Straßenvierteln, zwei Großgemeinden und zwei Gemeinden zusammen. 